# Siva vrba
Siva vrba (lat. Salix cinerea) je bjelogorična vrsta drveća iz porodice vrbovki (lat. Salicaceae). 

## Rasprostranjenost
Raste kao manje stablo ili veći grm u nizinskom podučju Europe i jugozapadne Azije. U Hrvatskoj je autohtona vrsta. Raste u vlažnim staništima. 

## Izgled
Raste u visinu od 4 do 15 m. Izbojci i pupovi su sivo-baršunasti. Lišće je 5-10 cm dugo, obrnuto-jajoliko ili eliptično, valovita i napiljena ruba, s postranih 10-15 žila, odozgo sivo-zeleno, odozdo sive boje i pustenasto. Pališće je baršunasto. Cvate prije ili za vrijeme listanja. Prašnici su goli ili na bazi dlakavi. Muške su rese do 5, a ženske do 9 cm duge. Cvjetni priperci su žuti, ujednačene boje. Oprašivanje vrše kukci. Supke su sitne, eliptične.

## Galerija
- Grm sive vrbe
- Izbojak sive vrbe u proljeće
- Područje rasprostiranja sive vrbe